# Бекбосунов, Серикказы
Серикказы (Серказы, Серкказы) Бекбосунов (1925—1977) — Гвардии старший сержант Советской Армии, участник Великой Отечественной войны, Герой Советского Союза (1944).

## Биография
Серикказы Бекбосунов родился 21 сентября 1925 года в селе Кзыл-Орда Абайского района Семипалатинской области Казахской ССР в семье крестьянина. После окончания неполной средней школы работал в совхозе. В январе 1943 года был призван на службу в Рабоче-крестьянскую Красную Армию. С февраля 1943 года — на фронтах Великой Отечественной войны, был стрелком 300-го гвардейского стрелкового полка (99-я гвардейская стрелковая дивизия, 37-й гвардейский стрелковый корпус, 7-й армия, Карельского фронта). Отличился во время Свирско-Петрозаводской операции.
21 июня 1944 года, после авиационной и артиллерийской подготовки, которая длилась три с половиной часа, Бекбосунов в составе группы из шестнадцати гвардейцев переправился через реку Свирь. Это была ложная демонстрация форсирования реки, целью которой было обнаружение и уничтожение огневых точек противника. Выбравшись на вражеский берег, Бекбосунов залёг в воронке, а затем, воссоединившись со своей группой, провёл разведку и принял участие в уничтожении финских солдат и офицеров в прибрежной траншее. Благодаря успешному выполнению боевой задачи, гвардейским частям удалось впоследствии быстро форсировать Свирь.
Указом Президиума Верховного Совета СССР от 21 июля 1944 года за «образцовое выполнение боевых заданий командования и проявленные при этом геройство и мужество» гвардии красноармеец Серикказы Бекбосунов был удостоен высокого звания Героя Советского Союза с вручением ордена Ленина и медали «Золотая Звезда» за номером 4094.
Принимал участие в освобождении Венгрии, Австрии, Чехословакии. В 1947 году старший сержант Бекбосунов был уволен в запас. Проживал и работал в селе Верхняя Тайнта Уланского района Восточно-Казахстанской области. Умер 22 марта 1977 года.
Был также награждён орденом Красной Звезды, а также рядом медалей. В селе, где он жил и работал, в честь него установлен памятник.